# Alien Terror (1971)
Alien Terror (Alternativtitel: Invasion der Aliens) ist ein Horrorfilm aus dem Jahr 1968. In der US-amerikanisch-mexikanischen Koproduktion spielte Boris Karloff seine letzte Rolle. Die Filmpremiere in den USA fand im April 1971 statt. Am 2. Juli 1991 fand die erste Ausstrahlung im deutschen Fernsehen statt.

## Handlung
Professor John Mayer entwickelt 1890 in Europa eine Strahlenwaffe, die über ein sagenhaftes Zerstörungspotential verfügt. Außerirdische kommen auf die Erde, um zu verhindern, dass diese Waffe in die Hände der Menschheit gelangt, und planen die Waffe daher zur Zerstörung der Erde zu verwenden. Zu diesem Zweck übernehmen sie die Körper von Mayer und dessen Assistenten; dieser ist jedoch ein Sexualverbrecher und Frauenmörder, der in der nahe gelegenen Ortschaft sein Unwesen treibt. Mayer gelingt es, die Kontrolle über seinen Körper zurückzuerlangen und die Waffe zu zerstören. Sein Assistent wird von einem aufgebrachten Mob getötet.

## Hintergrund
Boris Karloffs Szenen wurden von Regisseur Jack Hill im Mai 1968 in Hollywood gedreht und im Schnitt mit dem Rest des in Mexiko gedrehten Filmes kombiniert, der in seiner Gesamtform 1971 veröffentlicht wurde; in Mexiko als Invasión siniestra. Er gehört zu einer Reihe von vier auf diese Weise entstandenen Filmen.

## Rezeption
„Verworrene Billigproduktion mit Horror-Altstar Boris Karloff in einer seiner letzten Rollen. Die spindeldürre Handlung wird durch einen frauenmordenden Triebtäter und einige Nackteinlagen gestreckt.“